# Попович Єгор Вадимович
Єго́р Вади́мович Попо́вич (нар. 7 січня 1992, Україна) — український футболіст, воротар «Нива» (Вінниця).

## Життєпис

### Клубна кар'єра
Провів один сезон в харківському «Геліосі», але на поле жодного разу не виходив. У 2015 році грав за «Ниву». 2 лютого 2016 року отримав статус вільного агента у зв'язку з розпуском тернопільської команди, після чого став гравцем «Полтави». 18 червня того ж року став гравцем рівненського «Вереса», але вже в серпні залишив команду, жодного разу не зігравши.
Наприкінці серпня 2016 року перейшов до складу «Інгульця».